# Gira de los Leones Británico-Irlandeses 2009
La Gira de los Leones Británicos e Irlandeses 2009 fue el 31 tour internacional de rugby de los europeos, que tuvo lugar en Sudáfrica desde el 30 de mayo al 4 de julio.

## Plantel
|                           | Jugador             | Edad    | Posición      | Pruebas | Equipo                    |
| ------------------------- | ------------------- | ------- | ------------- | ------- | ------------------------- |
| Hookers y Pilares         |                     |         |               |         |                           |
|                           | Ross Ford           | años    | Hooker        | x       |                           |
|                           | John Hayes          | años    | Pilar         | x       |                           |
| 1                         | Gethin Jenkins      | 28 años | Pilar         | 3       | Cardiff Rugby             |
|                           | Adam Rhys Jones     | años    | Pilar         | x       |                           |
|                           | Lee Mears           | años    | Hooker        | x       |                           |
|                           | Euan Murray         | años    | Pilar         | x       |                           |
|                           | Tim Payne           | años    | Pilar         | x       |                           |
| 2                         | Matthew Rees        | 28 años | Hooker        | 0       | Scarlets                  |
|                           | Andrew Sheridan     | años    | Pilar         | x       |                           |
| 3                         | Phil Vickery        | 33 años | Pilar         | 3       | Wasps RFC                 |
| Segundas líneas           |                     |         |               |         |                           |
|                           | Nathan Hines        | 32 años | Segunda línea | 0       | US Arlequins Perpignanais |
|                           | Alun Wyn Jones      | 23 años | Segunda línea | 0       | Ospreys                   |
|                           | Donncha O'Callaghan | 30 años | Segunda línea | 3       | Munster Rugby             |
| 5                         | Paul O'Connell      | 29 años | Segunda línea | 3       | Munster Rugby             |
| 4                         | Simon Shaw          | 35 años | Segunda línea | 0       | Wasps RFC                 |
| Alas y Octavos            |                     |         |               |         |                           |
| 6                         | Tom Croft           | 23 años | Ala           | 0       | Leicester Tigers          |
|                           | Stephen Ferris      | años    |               | x       |                           |
| 8                         | Jamie Heaslip       | 25 años | Octavo        | 0       | Leinster Rugby            |
|                           | Ryan Jones          | años    |               | x       |                           |
|                           | Andy Powell         | años    |               | x       |                           |
| 7                         | David Wallace       | 32 años | Ala           | 0       | Munster Rugby             |
|                           | Martyn Williams     | años    |               | x       |                           |
|                           | Joe Worsley         | años    |               | x       |                           |
| Medios scrums             |                     |         |               |         |                           |
|                           | Mike Blair          | 28 años | Medio scrum   | 0       | Edinburgh Rugby           |
|                           | Harry Ellis         | 27 años | Medio scrum   | 0       | Leicester Tigers          |
| 9                         | Mike Phillips       | 26 años | Medio scrum   | 0       | Ospreys                   |
| Aperturas y Centros       |                     |         |               |         |                           |
|                           | Gordon D'Arcy       | 29 años | Centro        | 1       | Leinster Rugby            |
|                           | Keith Earls         | años    | Centro        | x       |                           |
|                           | Riki Flutey         | años    | Centro        | x       |                           |
|                           | James Hook          | años    | Apertura      | x       |                           |
| 10                        | Stephen Jones       | 31 años | Apertura      | 3       | Scarlets                  |
| 13                        | Brian O'Driscoll    | 30 años | Centro        | 4       | Leinster Rugby            |
|                           | Ronan O'Gara        | años    | Apertura      | x       |                           |
| 12                        | Jamie Roberts       | 22 años | Centro        | 0       | Cardiff Rugby             |
| Fullbacks y Wings         |                     |         |               |         |                           |
| 14                        | Tommy Bowe          | 25 años | Wing          | 0       | Ospreys                   |
|                           | Lee Byrne           | años    | Fullback      | x       |                           |
|                           | Luke Fitzgerald     | años    | Wing          | x       |                           |
|                           | Leigh Halfpenny     | años    | Fullback      | x       |                           |
| 15                        | Rob Kearney         | 23 años | Fullback      | 0       | Leinster Rugby            |
| 11                        | Ugo Monye           | 26 años | Wing          | 0       | Harlequins FC             |
|                           | Shane Williams      | años    | Wing          | x       |                           |
| Entrenador: Ian McGeechan |                     |         |               |         |                           |

## Historia
La última vez que sudafricanos y británico-irlandeses se enfrentaron fue en la Gira de Sudáfrica 1997, en aquella ocasión los Lions vencieron cómodamente a los Springboks. A su vez la última victoria de los sudafricanos había ocurrido en la Gira de Sudáfrica 1980, por lo que la victoria del combinado local fue un resultado histórico.
La siguiente visita de los europeos fue en la Gira a Sudáfrica 2021.

## Partidos de entrenamiento
| Fecha       | Rival               | Resultado |        | Lugar                      | Espectadores | Ciudad          |
| ----------- | ------------------- | --------- | ------ | -------------------------- | ------------ | --------------- |
| 30 de mayo  | Highveld XV         | 25 – 37   | Leones | Estadio Royal Bafokeng     | 12.352       | Phokeng         |
| 3 de junio  | Golden Lions        | 10 – 74   | Leones | Estadio Ellis Park         | 22.218       | Johannesburgo   |
| 6 de junio  | Free State Cheetahs | 24 – 26   | Leones | Estadio Free State         | 23.710       | Bloemfontein    |
| 10 de junio | Natal Sharks        | 3 – 39    | Leones | Estadio Kings Park         | 21.530       | Durban          |
| 13 de junio | Western Province    | 23 – 26   | Leones | Estadio Newlands           | 34.176       | Ciudad del Cabo |
| 16 de junio | Southern Kings      | 8 – 20    | Leones | Estadio Nelson Mandela Bay | 35.883       | Gqeberha        |
| 23 de junio | Emerging Springboks | 13 – 13   | Leones | Estadio Newlands           | 39.418       | Ciudad del Cabo |

## Springboks
Entrenador: Peter de Villiers
Forwards
- Andries Bekker
- Bakkies Botha
- Heinrich Brüssow
- Schalk Burger
- Deon Carstens
- Ryan Kankowski
- Victor Matfield
- Tendai Mtawarira
- Johann Muller
- Bismarck du Plessis
- Chiliboy Ralepelle
- Danie Rossouw
- John Smit
- Juan Smith
- Pierre Spies
- Gurthrö Steenkamp
- Steven Sykes

Backs
- Bryan Habana
- Adrian Jacobs
- Ricky Januarie
- Zane Kirchner
- Odwa Ndungane
- Jongi Nokwe
- Wynand Olivier
- Ruan Pienaar
- JP Pietersen
- Fourie du Preez
- François Steyn
- Jean de Villiers

## Pruebas
Primera fecha
| 20 de junio | Sudáfrica                                                                | 26 – 21 | Leones                                           | Estadio Kings Park, Durban                                 |                                                            |
| 15:00       | Tries Smit Brüssow Conversiones Pienaar (2) Penales Pienaar (3) F. Steyn |         | Tries , Croft Phillips Conversiones (3) S. Jones | Asistencia: 47.813 espectadores Árbitro(s): Bryce Lawrence | Asistencia: 47.813 espectadores Árbitro(s): Bryce Lawrence |

### Prueba clave
| 27 de junio | Sudáfrica                                                                             | 28 – 25 | Leones                                                             | Estadio Loftus Versfeld, Pretoria                             |                                                               |
| 15:00       | Tries Pietersen Habana Fourie Conversiones M. Steyn (2) Penales F. Steyn M. Steyn (2) |         | Try Kearney Conversión S. Jones Penales (5) S. Jones Drop S. Jones | Asistencia: 52.511 espectadores Árbitro(s): Christophe Berdos | Asistencia: 52.511 espectadores Árbitro(s): Christophe Berdos |

### Última fecha
| 4 de julio | Sudáfrica            | 9 – 28 | Leones                                                                   | Estadio Ellis Park, Johannesburgo                            |                                                              |
| 15:00      | Penales M. Steyn (3) |        | Tries , S. Williams Monye Conversiones (2) S. Jones Penales (3) S. Jones | Asistencia: 58.318 espectadores Árbitro(s): Stuart Dickinson | Asistencia: 58.318 espectadores Árbitro(s): Stuart Dickinson |